# 新井田豊
新井田 豊（にいだ ゆたか、男性、1978年10月2日 - ）は、日本の元プロボクサー。神奈川県横浜市鶴見区出身。元WBA世界ミニマム級王者。同王座を2度獲得し、2度目の王座は7度防衛した。横浜光ボクシングジム所属。右ボクサーファイター。主な入場曲は“World Famous／BiARD, feat. JANMAN（for 風林火山）& MC ZERO”。

## 来歴
高校2年在学中に花形ボクシングジムでボクシングを始める。
1996年11月15日、横浜光ジムからプロデビュー（初回KO勝ち）。新人の頃、ジムの会長・関光徳とメキシコへ渡り、ジョー・メデルの指導を受けた。
2001年1月8日、日本王座初挑戦。日本ミニマム級王者鈴木誠に挑み、9回TKO勝ち。王座獲得に成功した。5月14日には引き分けで初防衛に成功。6月、世界初挑戦が決定したのを機に王座返上。
2001年8月25日、無敗（ただし、3つの引き分けあり）のまま17戦目で世界初挑戦。パシフィコ横浜でWBA世界ミニマム級王者チャナ・ポーパオイン（タイ）に挑み、12回判定勝ち。畑山隆則以来、横浜光ジム2人目の世界王者に輝いた。世界王座獲得後の10月、持病の腰痛悪化ならびに世界王座を奪取した達成感を理由に突如引退を表明、同22日付で王座を返上した。
引退表明後もトレーナーとしてジムに留まり、後進の指導に当たっていたが、2002年12月、引退を撤回し現役復帰を表明。
2003年7月12日、復帰第1戦でいきなりの世界再挑戦。WBA世界ミニマム級王者ノエル・アランブレット（ベネズエラ）に挑んだが、12回判定負けで王座返り咲きならず。また、この試合がプロ初黒星となった。
2004年7月3日、アランブレットに再挑戦。試合前日、王者が計量をパスできず王座剥奪という失態。そのため、王座空位の状態で試合を行い、新井田が勝った場合のみ新王者誕生というルールでタイトル戦が行われた。試合は前戦同様、フルラウンドの激戦となったが、今度は新井田が12回判定勝ち。1年前の雪辱に成功すると同時に、3年ぶりの世界王座返り咲きとなった。
2004年10月30日、初防衛戦で暫定王者のファン・ランダエタ（ベネズエラ）と王座統一戦。ミニマム級としては破格の体格とパワーを誇るランダエタの前に苦戦するが、終盤のラストスパートもあって2-1の判定で勝利。その後、防衛回数を4まで延ばす。
2007年4月7日、5度目の防衛戦で再度暫定王者との統一戦。同じ日本人の元WBC世界ミニマム級王者高山勝成と対戦。当初、この試合は前年の9月2日に行う予定であったが、試合直前の8月26日、新井田がスパーリングの最中に左肋軟骨を骨折し、中止となった。新井田への挑戦が取り止めとなった高山は2006年11月7日、カルロス・メロ（パナマ）とWBA世界ミニマム級暫定王座決定戦を行い、9回負傷判定勝ち。王座獲得に成功し、統一戦という形で新井田と改めて対戦する運びとなった。試合は手数と攻勢点でリードする高山に対して新井田が印象的な有効打を要所で決めるという大接戦の末、2-1の僅差の判定で新井田の勝ち。約1年1か月ぶりの試合で5度目の王座防衛と2度目の王座統一を果たした。その後、同年9月1日には6度目、翌2008年3月1日には7度目の防衛に成功（7度目の防衛戦は自身にとって世界戦で初めてのKO勝ち）。
2008年6月6日、所属する横浜光ジムの関光徳会長（当時）が死去。告別式では悲痛な様子だったが、6月12日のダブル世界戦のリングで追悼の10カウントゴングが鳴らされた時には、宮川和則新会長とともにジムを盛り上げていく決意が伝えられた。
2008年9月15日、8度目の防衛戦。20戦全勝（18KO）という驚異的な戦績を誇る1位の指名挑戦者ローマン・ゴンサレス（ニカラグア）と対戦。初回、ゴンサレスの右フックで鼓膜を損傷してバランスを欠いた新井田はなおも打ち合おうとするものの、ゴンサレスの左をよけるのが難しくなった。4回にはこれまでの試合を上回る速いコンビネーションで打ち合いに出たが、ゴンサレスの左アッパーによる右目上の腫れで視界を塞がれる。そして、この回1分59秒、ドクターチェックにより試合続行不可能との判断を受け、TKO負け。4年あまり保持してきた王座を失った。
2008年11月7日、ジム側から口頭で日本ボクシングコミッションに2度目の引退が伝えられる。12月25日、日本ボクシングコミッションランキング委員会で現役引退が報告され、2009年4月4日、後楽園ホールで引退セレモニーが行われた。
2010年11月、港北ニュータウンの中心に位置する横浜市営地下鉄ブルーラインのセンター北駅近くに、フィットネスジム、BODY DESIGN 新井田式をオープン。ボクシングの普及に寄与している。

## 戦績
プロボクシング：28戦23勝 (9KO) 2敗 (1KO) 3分
| 戦           | 日付           | 勝敗 | 時間     | 内容        | 対戦相手                     | 国籍       | 備考                                 |
| ------------ | -------------- | ---- | -------- | ----------- | ---------------------------- | ---------- | ------------------------------------ |
| 1            | 1996年11月15日 | ☆    | 1R 1:37  | TKO         | 新開智（キクチ）             | 日本       | プロデビュー戦                       |
| 2            | 1997年12月20日 | ☆    | 4R       | 判定3-0     | 山本晃夫（武蔵）             | 日本       |                                      |
| 3            | 1997年2月17日  | ☆    | 1R 2:42  | KO          | 大家立朗（不二）             | 日本       |                                      |
| 4            | 1997年7月26日  | ☆    | 4R       | 判定3-0     | 高橋和久（相模原ヨネクラ）   | 日本       |                                      |
| 5            | 1997年10月3日  | ☆    | 6R       | 判定3-0     | 橋口勇樹（鹿児島C）          | 日本       |                                      |
| 6            | 1998年3月29日  | △    | 6R       | 判定1-1     | 押金励（角海老宝石）         | 日本       |                                      |
| 7            | 1998年9月18日  | △    | 6R       | 判定1-0     | 濱口健一郎（ビクトリー）     | 日本       |                                      |
| 8            | 1998年12月3日  | ☆    | 1R 2:17  | KO          | 北野英隆（鎌ヶ谷）           | 日本       |                                      |
| 9            | 1999年2月15日  | ☆    | 8R       | 判定3-0     | ロジェール・カディラン       | フィリピン |                                      |
| 10           | 1999年6月27日  | ☆    | 6R       | 判定2-0     | 菅昌憲（関博之）             | 日本       |                                      |
| 11           | 1999年10月18日 | ☆    | 2R 1:51  | KO          | ルディ・フェルナンデス       | フィリピン |                                      |
| 12           | 2000年3月23日  | ☆    | 8R       | 判定3-0     | 前田篤臣（協栄）             | 日本       |                                      |
| 13           | 2000年5月30日  | ☆    | 8R 0:43  | TKO         | 岡五男（ワタナベ）           | 日本       |                                      |
| 14           | 2000年10月11日 | ☆    | 1R 2:09  | KO          | ボーイ・パンディーン         | フィリピン |                                      |
| 15           | 2001年1月8日   | ☆    | 9R 2:53  | TKO         | 鈴木誠（野口）               | 日本       | 日本ミニマム級タイトルマッチ         |
| 16           | 2001年5月14日  | △    | 10R      | 判定0-0     | 飯田大介（三津山）           | 日本       | 日本王座防衛1→返上                   |
| 17           | 2001年8月25日  | ☆    | 12R      | 判定3-0     | チャナ・ポーパオイン         | タイ       | WBA世界ミニマム級タイトルマッチ→返上 |
| 18           | 2003年7月12日  | ★    | 12R      | 判定1-2     | ノエル・アランブレット       | ベネズエラ | WBA世界ミニマム級タイトルマッチ      |
| 19           | 2003年12月8日  | ☆    | 5R 2:55  | TKO         | パランチャイ・ソーウォラピン | タイ       |                                      |
| 20           | 2004年7月3日   | ☆    | 12R      | 判定3-0     | ノエル・アランブレット       | ベネズエラ | WBA世界ミニマム級タイトルマッチ      |
| 21           | 2004年10月30日 | ☆    | 12R      | 判定2-1     | ファン・ランダエタ           | ベネズエラ | WBA防衛1                             |
| 22           | 2005年4月16日  | ☆    | 12R      | 判定3-0     | 金在原                       | 韓国       | WBA防衛2                             |
| 23           | 2005年9月25日  | ☆    | 10R 2:01 | 負傷判定2-1 | エリベルト・ゲホン           | フィリピン | WBA防衛3                             |
| 24           | 2006年3月4日   | ☆    | 12R      | 判定3-0     | ロナルド・バレラ             | コロンビア | WBA防衛4                             |
| 25           | 2007年4月7日   | ☆    | 12R      | 判定2-1     | 高山勝成（グリーンツダ）     | 日本       | WBA防衛5                             |
| 26           | 2007年9月1日   | ☆    | 12R      | 判定3-0     | エリベルト・ゲホン           | フィリピン | WBA防衛6                             |
| 27           | 2008年3月1日   | ☆    | 6R 2:16  | KO          | ホセ・ルイス・バレラ         | ベネズエラ | WBA防衛7                             |
| 28           | 2008年9月15日  | ★    | 4R 1:59  | TKO         | ローマン・ゴンサレス（帝拳） | ニカラグア | WBA陥落                              |
| テンプレート |                |      |          |             |                              |            |                                      |

## 獲得タイトル
- 第15代日本ミニマム級王座（防衛1=返上）
- WBA世界ミニマム級王座（1期目:防衛0=返上）
- WBA世界ミニマム級王座（2期目:防衛7）

受賞歴
- プロ・アマチュア年間表彰
  - 2001年度プロ部門殊勲賞
  - 2004年度プロ部門技能賞
  - 2005年度プロ部門殊勲賞
  - 2007年度プロ部門敢闘賞
  - 2008年度プロ部門特別賞
- WBA 2007年9月選出・8月度月間最優秀選手 (Boxer of the Month)